# ناوچه البرز

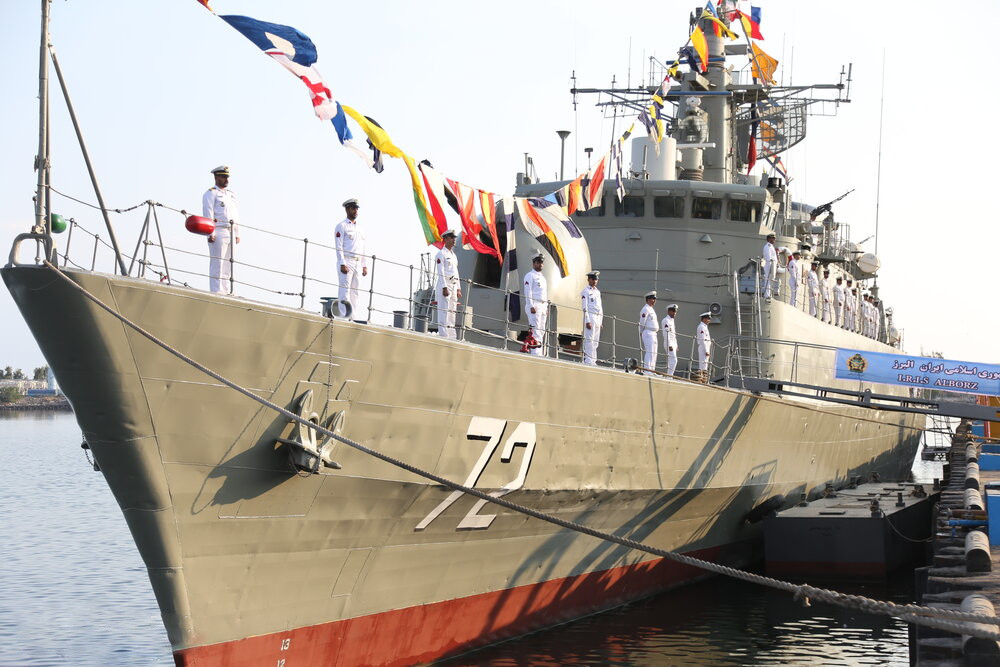
تصویری از ناوچه البرز در سال ۱۳۹۹

ناو البرز (نام سابق: ناو زال) (به انگلیسی: Iranian frigate Alborz) یک کشتی است که طول آن ۹۴٫۵ متر می‌باشد. این کشتی در سال ۱۹۶۹ در کارخانه بریتانیایی واسپر تورنیکرافت ساخته شده‌است و به نیروی دریایی ایران پیوست.
پیش از انقلاب ایران در سال ۱۳۵۷ نامش «زال» بود و به همراه «سام»، «رستم» و «فرامرز» بخشی از ناوچه‌های نیروی دریایی ایران بودند. اما پس از انقلاب با تغییر بسیاری نام‌ها، نام این ناوچه‌ها به «البرز»، «الوند»، سبلان» و سهند» تغییر پیدا کرد.
«سامانه دفاع نقطه‌ای کمند» (دفاع نزدیک دریایی) و سامانه کنترل آتش (FCS) در بخش میانی کشتی، سامانه کنترل آتش شامل مدیریت کنترل آتش الکترواپتیکالی و یک سامانه توپی شکل (شبیه به سامانه‌های پدافند هوایی «سراج ۱») و پرتابگر ۱۲ تایی چف و فلر، از جمله ویژگی‌های ناوشکن البرز است. این ناوشکن با شماره بدنه ۷۲ از ناوهای کلاس الوند به حساب می‌آید.
این ناوچه در بحبوحه تنش‌های آخر سال ۱۴۰۲ در دریای سرخ پس از عبور از تنگه باب‌المندب وارد این دریا شد.
این ناوشکن هزار و ۵۵۰ تن وزن، افزون بر ۳۶ گره دریایی سرعت دارد.